# The Stagecoach Driver and the Girl
The Stagecoach Driver and the Girl è un cortometraggio muto del 1915 diretto da Tom Mix.

## Produzione
Il film fu prodotto dalla Selig Polyscope Company.

## Distribuzione
Distribuito dalla General Film Company, il film - un cortometraggio in una bobina - uscì nelle sale cinematografiche statunitensi il 9 marzo 1915.
La Grapevine Video lo ha distribuito in VHS.